# 홍콩 밀크티

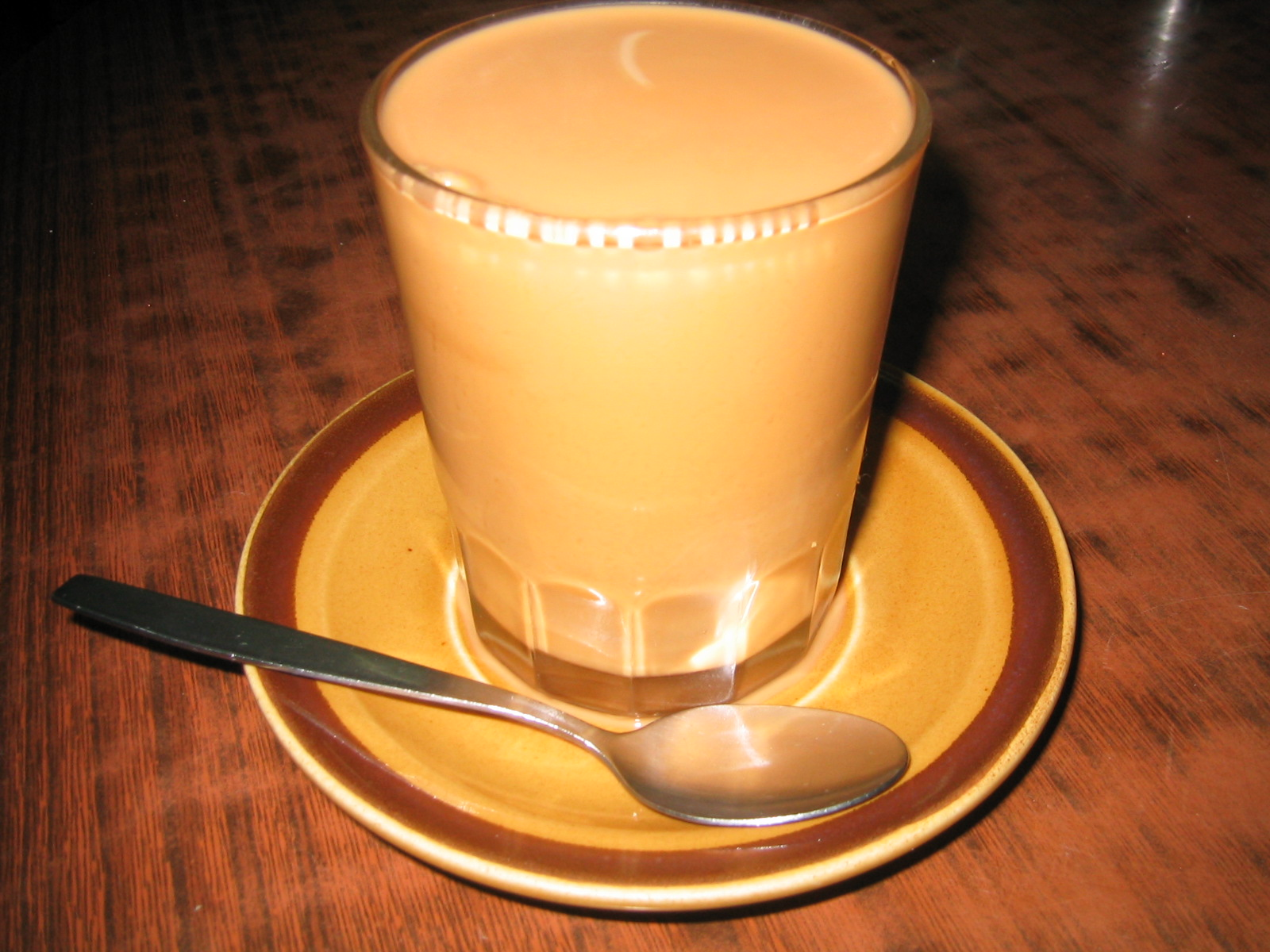
홍콩 밀크티

홍콩 밀크티는 홍차에 무당연유를 증발한 것을 넣어 맛을 낸 음료이다. 일반적인 밀크티와 달리 끓이는 실론 홍차에 무가당 우유를 증발이 혼합된 상태에서 마신다. 홍콩의 차 문화에서 보통 점심 식사의 일부이다. 홍콩에서 유래되었지만, 해외에서도 홍콩 요리와 홍콩식 서양 요리를 제공하는 식당에서 찾아볼 수 있다. 
2017년 홍콩 강락문화사무서는 '홍콩 밀크티 제조기술'을 홍콩 무형 문화유산(ICH)의 하나로 선언했으며, 이는 'ICH의 보호를 위한 유네스코 협약'에 명시된 '전통 장인정신'이라는 영역으로 규정했다.

## 역사
홍콩 밀크티는 영국에 의한 홍콩의 식민지배에서 유래되었다. 홍차에 우유와 설탕을 곁들여 먹는 서양의 관습인 티가 홍콩에서 인기를 얻었다. 밀크티는 전통적인 우유 대신 증발하거나 연유를 넣은 것을 제외하고는 똑같다.
란퐁유엔이라고 불리는 다이파이동 식당은 실크 스타킹 밀크티와 위엔영이 모두 주인 란씨에 의해 1952년에 발명되었다고 주장했다. 후자에 대한 주장은 검증되지 않았지만, 전자에 대한 주장은 2007년부터 홍콩 입법회 회의의 공식 회의록에 기록되어 있어, 상당한 가능성을 제공하고 있다.
담백하게 제공되는 차(중국어: 茶)와 구분하기 위해 나이차(중국어: 奶茶)라고 부른다. 홍콩 이외의 지역에서는 "홍콩 밀크티"라고 한다. 굵은 베잎 필터백의 모습에서 유래한 '실크스타킹 밀크티'라는 별명도 있다. 1950년대와 1960년대 홍콩 밀크티의 주요 고객은 베옷이 팬티스타킹처럼 보인다고 생각하는 노동자들이었다.

## 예습

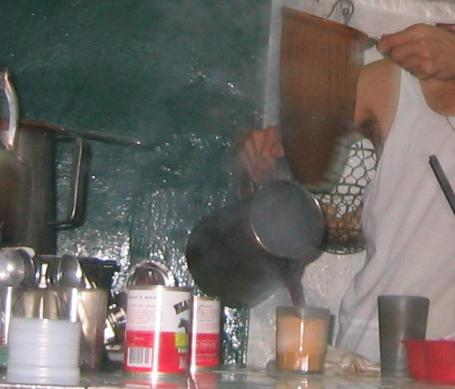
실크 스타킹 밀크티

홍콩 밀크티는 여러 종류의 홍차(서구적 의미에서는 종종 실론티), 보이차, 연유, 설탕을 혼합하여 만들어지며, 마지막 차는 고객이 추가하지 않는 한 추가된다. 테이크아웃의 경우. 각 차 종류의 비율은 많은 판매업체에서 상업적인 비밀로 취급된다. 차자우(중국어: 茶走)는 우유와 설탕 대신 연유를 사용하여 차의 풍미를 더욱 풍부하게 만들어주는 변형이다. 또 다른 카페들에서는 탈지유와 대두유의 조합인 충전 우유 변종을 사용하는 것을 선호한다.
홍콩 밀크티의 가장 큰 특징은 자루에 차 잎을 걸러낸다는 점이다. 그러나 다른 여과기/트레이너를 사용하여 차 잎을 거를수도 있다. 자루는 필요하지 않지만 일반적으로 선호된다. 차를 더 부드럽게 만들기로 잘 알려진 자루는 차를 오랫 동안 우려내면 점차 강렬한 갈색을 띠게 된다. 홍콩 밀크티에 사용되는 자루의 형태가 실크 스타킹을 닮았다고 하여 "팬티 스타킹" 밀크티(영어:  Pantyhose milk tea) 또는 "실크 스타킹" 밀크티(영어: Silk stocking milk tea)라는 별칭이 있다. 이 별칭은 홍콩에서는 쓰이지만 중국 본토와 해외의 화교들 사이에서는 사용 빈도가 낮다.
밀크티를 만드는 가장 진정성 있는 방법, 즉 각 재료를 넣는 순서에 대한 논쟁이 있다. 차를 붓기 전에 우유를 넣어야 한다고 주장하는 사람들도 있고 반대의 견해를 가진 사람들도 있다. 그러나 대부분의 사람들에게는 두 가지 방법 모두 상관 없이 허용된다.

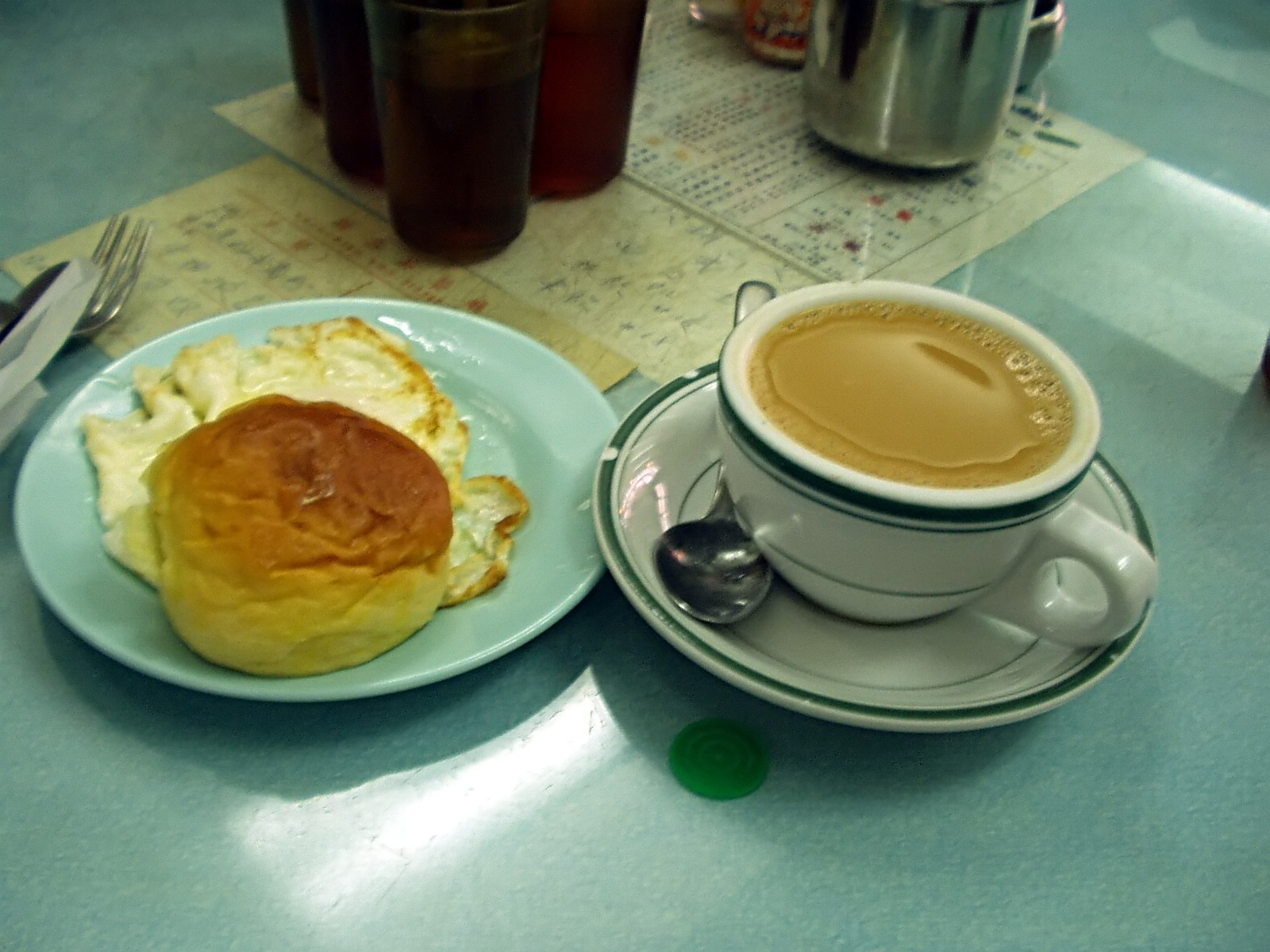
커피잔에 담긴 따뜻한 밀크티가 아침 식사와 함께 제공된다.

홍콩인들의 일상생활에서 밀크티는 많은 인기를 얻고 있으며, 일반적으로 오후 차의 일부로 제공되지만 아침이나 저녁에도 제공된다. 밀크티는 서양에서 커피가 가지고 있는 거의 어디에서나 볼 수 있는 지위를 누린다. 전통적인 광둥식 레스토랑이나 딤섬 찻집에서는 제공되지 않지만, 밀크티는 홍콩 스타일의 서양식 레스토랑과 차찬텡 뿐만 아니라 홍콩의 역사적인 노점인 다이타이동에서도 표준 식사로 제공되며 가격은 12~16 홍콩 달러이다. 뜨거운 차 한 잔과 차가운 차 한 잔에는 2~3달러가 더 든다. 뜨거운 밀크티 한 잔은 보통 도자기 컵(종종 "커피 컵"이라고 한다.) 또는 높은 원통형 유리잔 또는 금속 컵에 제공된다.
밀크티를 잘 마시는 첫 번째 기준은 '부드러움'이다. 밀크티(또는 버블티)를 잘 마시는 또 다른 기준은 컵의 일부를 마신 후에 컵의 입술 안에 거품이 있는 잔여물이다. 이 하얀 거품은 사용된 연유의 유지방 농도가 충분히 높다는 것을 의미한다. 현지인들이 음료를 제대로 우려낸 뒤 그 위에 기름이 묻어 있는 힌트를 찾아 고급을 구분하는 또 다른 방법도 있다. 차를 만들 때 로스팅 과정에서 남는 기름이다.

## 품종

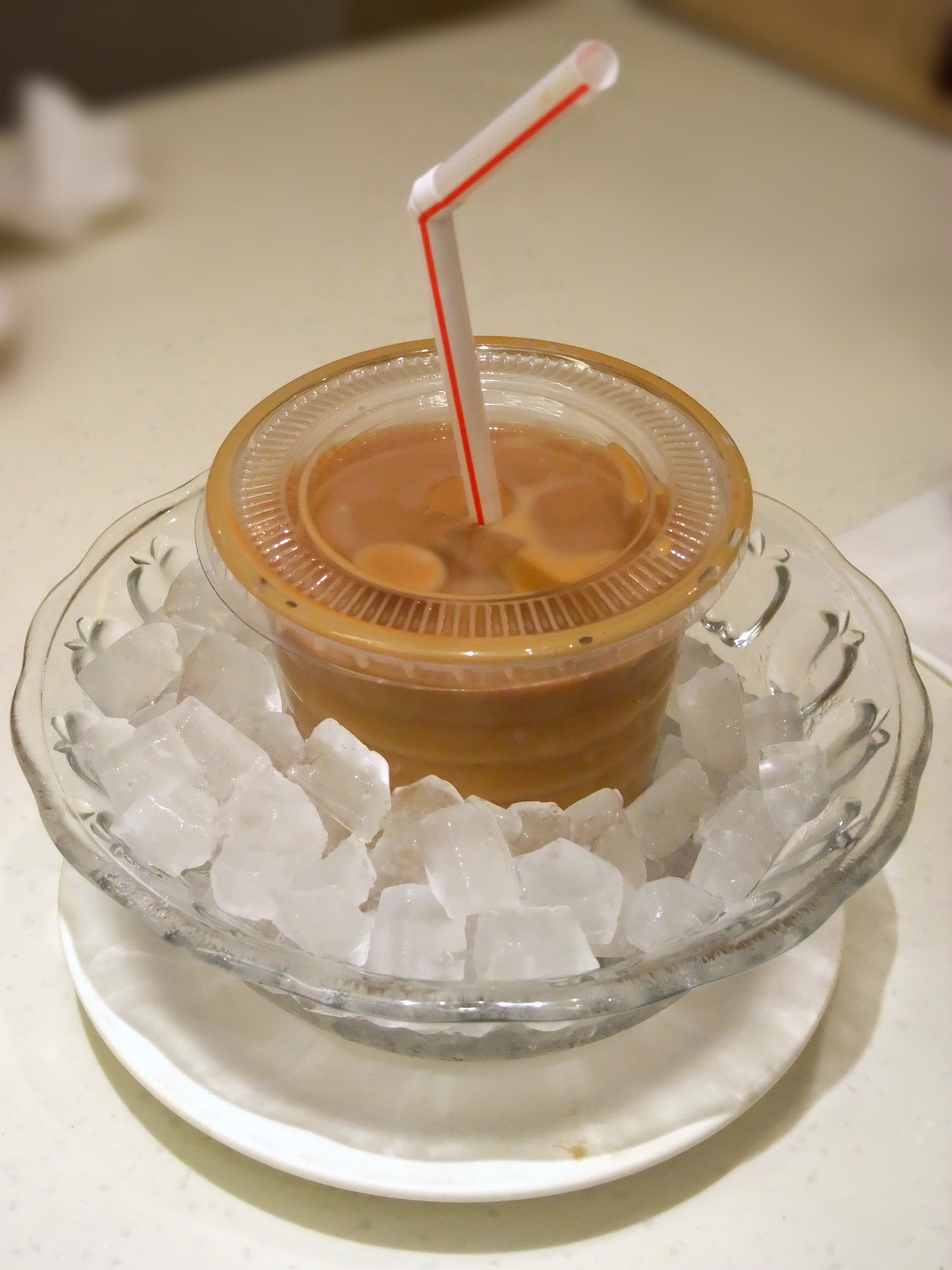
얼음 목욕 밀크티는 밀크티 한 잔을 얼음물에 담가두어 녹는 얼음으로 인해 차가 희석되지 않고 차갑게 유지될 수 있다.

아이스 밀크티는 보통 얼음으로 준비된다. 그러나 과거 제빙기가 흔하지 않을 당시에 아이스 밀크티는 뜨거운 밀크티를 유리병에 채운 후 냉장고에서 식히는 방식으로 만들어졌다. 과거에는 밀크티를 비타소이나 코카콜라 병에 담아 판매했다. 하지만 오늘날 이런 "병 밀크티" 종류는 홍콩에서 보기 드물다. 세븐일레븐, 써클 K 등 홍콩 주변에 있는 많은 편의점에서는 캔이나 플라스틱 병에 든 아이스 밀크티를 찾아볼 수 있다.
얼음이 녹아내리는 밀크티의 경우, 얼음이 내용물을 희석시켜 음료의 맛에 영향을 미친다. 몇몇 체인점들에서는 뜨거운 밀크티를 플라스틱 컵에 부은 다음 냉장고로 식히거나 용기를 냉수 욕조에 넣어 만드는 얼음이 없는 아이스 밀크티를 제공하는데, 이를 "얼음 목욕 밀크티"(중국어: 冰鎮奶茶)라고 한다. 일부 식당들에서는 단순히 얼린 밀크티로 만든 얼음을 사용한다. 이 모든 방법들은 종종 판매 포인트로 사용된다.
밀크티와 커피를 함께 마시는 것을 위엔영이라고 한다. "실크 스타킹 밀크티"의 변형은 "실크 스타킹 커피"이다.

## 같이 보기
- 홍콩 요리
- 밀크티
- 테 타릭